# Metzgeria montereyana
Metzgeria montereyana is een slakkensoort uit de familie van de Ptychatractidae. De wetenschappelijke naam van de soort is voor het eerst geldig gepubliceerd in 1948 door A.G. Smith & Gordon.